# Carlo Carlini
Carlo Carlini, noto anche con lo pseudonimo di Charlie Charlies (Roma, 20 febbraio 1929), è un direttore della fotografia italiano.

## Biografia
Carlini ha lavorato su più di trecento film, dal 1949 al 1988. A 16 anni, dal 1936 al 1948, ha iniziato a lavorare come aiuto-operatore insieme al direttore della fotografia Otello Martelli. Nel 1954, ha lavorato con i registi Federico Fellini, nel film La strada e con Roberto Rossellini ne La paura.

## Filmografia

### Cinema
- L'acqua li portò via, regia di Rate Furlan (1949)
- Vendetta di zingara, regia di Aldo Molinari (1950)
- Il sentiero dell'odio, regia di Sergio Grieco (1950)
- Operazione Mitra, regia di Giorgio Cristallini (1951)
- Trieste mia!, regia di Mario Costa (1951)
- Il lupo della frontiera, regia di Edoardo Anton (1952)
- Viva il cinema!, regia di Giorgio Baldaccini e Enzo Trapani (1952)
- Maschera nera, regia di Filippo Walter Ratti (1952)
- L'uomo della mia vita (L'homme de ma vie), regia di Guy Lefranc (1952)
- Una croce senza nome, regia di Tullio Covaz (1952)
- La sonnambula, regia di Cesare Barlacchi (1952)
- Cuore forestiero, regia di Armando Fizzarotti (1952)
- Viva la rivista!, regia di Enzo Trapani (1953)
- Non è mai troppo tardi, regia di Filippo Walter Ratti (1953)
- I vitelloni, regia di Federico Fellini (1953)
- Canzoni, canzoni, canzoni, regia di Domenico Paolella (1953)
- Capitan Fantasma, regia di Primo Zeglio (1953)
- La pattuglia dell'Amba Alagi, regia di Flavio Calzavara (1953)
- Gran varietà, regia di Domenico Paolella (1954)
- La strada, regia di Federico Fellini (1954) - non accreditato
- La paura, regia di Roberto Rossellini (1954)
- La rivale, regia di Anton Giulio Majano (1955)
- La vena d'oro, regia di Mauro Bolognini (1955)
- Prigionieri del male, regia di Mario Costa (1955)
- Souvenir d'Italie, regia di Antonio Pietrangeli (1957)
- Una pelliccia di visone, regia di Glauco Pellegrini (1957)
- La donna che venne dal mare, regia di Francesco De Robertis (1957)
- Marisa la civetta, regia di Mauro Bolognini (1957)
- Nata di marzo, regia di Antonio Pietrangeli (1958)
- Giovane canaglia, regia di Giuseppe Vari (1958)
- I prepotenti, regia di Mario Amendola (1958)
- Il figlio del corsaro rosso, regia di Primo Zeglio (1959)
- Il generale Della Rovere, regia di Roberto Rossellini (1959)
- Arrangiatevi, regia di Mauro Bolognini (1959)
- Le sorprese dell'amore, regia di Luigi Comencini (1959)
- Il raccomandato di ferro, regia di Marcello Baldi (1959)
- L'assedio di Siracusa, regia di Pietro Francisci (1960)
- Era notte a Roma, regia di Roberto Rossellini (1960)
- Saffo - Venere di Lesbo, regia di Pietro Francisci (1960)
- Tutti a casa, regia di Luigi Comencini (1960)
- Ercole alla conquista di Atlantide, regia di Vittorio Cottafavi (1961)
- Don Camillo monsignore... ma non troppo, regia di Carmine Gallone (1961)
- Gli anni ruggenti, regia di Luigi Zampa (1962)
- I moschettieri del mare, regia di Steno (1962)
- Carmen di Trastevere, regia di Carmine Gallone (1962)
- L'amore difficile, regia di Alberto Bonucci, Luciano Lucignani, Nino Manfredi e Sergio Sollima (1962)
- Questo mondo proibito, regia di Fabrizio Gabella (1963)
- Il fornaretto di Venezia, regia di Duccio Tessari (1963)
- Una voglia da morire, regia di Duccio Tessari (1965)
- Agente 3S3 - Passaporto per l'inferno, regia di Sergio Sollima (1965)
- 5000 dollari sull'asso (Pistoleros de Arizona), regia di Alfonso Balcázar (1965)
- L'ultimo dei Mohicani (Uncas, el fin de una raza), regia di Mateo Cano (1965)
- Amore all'italiana, regia di Steno (1966)
- Agente 3S3, massacro al sole, regia di Sergio Sollima (1966)
- I nostri mariti, regia di Luigi Filippo D'Amico, Dino Risi e Luigi Zampa (1966) (segmento "Il marito di Roberta")
- Requiem per un agente segreto, regia di Sergio Sollima (1966)
- La resa dei conti, regia di Sergio Sollima (1966)
- Si muore solo una volta, regia di Giancarlo Romitelli (1967)
- Da uomo a uomo, regia di Giulio Petroni (1967)
- Attentato ai tre grandi, regia di Umberto Lenzi (1967)
- ...e per tetto un cielo di stelle, regia di Giulio Petroni (1968)
- I bastardi, regia di Duccio Tessari (1968)
- Stuntman, regia di Marcello Baldi (1968)
- Oh dolci baci e languide carezze, regia di Mino Guerrini (1969)
- Il trapianto, regia di Steno (1970)
- Cose di Cosa Nostra, regia di Steno (1971)
- La controfigura, regia di Romolo Guerrieri (1971)
- Una farfalla con le ali insanguinate, regia di Duccio Tessari (1971)
- Il suo nome è qualcuno (The Last Rebel), regia di Larry G. Spangler (1971)
- Un apprezzato professionista di sicuro avvenire, regia di Giuseppe De Santis (1972)
- La polizia è al servizio del cittadino?, regia di Romolo Guerrieri (1973)
- Gli eroi, regia di Duccio Tessari (1973)
- Partirono preti, tornarono... curati, regia di Bianco Manini (1973)
- La morte negli occhi del gatto, regia di Antonio Margheriti (1973)
- Per amare Ofelia, regia di Flavio Mogherini (1974)
- Quelli che contano, regia di Andrea Bianchi (1974)
- Il cittadino si ribella, regia di Enzo G. Castellari (1974)
- L'ossessa, regia di Mario Gariazzo (1974)
- Paolo Barca, maestro elementare, praticamente nudista, regia di Flavio Mogherini (1975)
- Madeleine... anatomia di un incubo, regia di Roberto Mauri (1975)
- Macchie solari, regia di Armando Crispino (1975)
- Emanuelle nera, regia di Bitto Albertini (1975)
- Culastrisce nobile veneziano, regia di Flavio Mogherini (1976)
- La ragazza dal pigiama giallo, regia di Flavio Mogherini (1977)
- Le braghe del padrone, regia di Flavio Mogherini (1978)
- Aragosta a colazione, regia di Giorgio Capitani (1979)
- Tutti a squola, regia di Pier Francesco Pingitore (1979)
- L'imbranato, regia di Pier Francesco Pingitore (1979)
- Ciao marziano, regia di Pier Francesco Pingitore (1980)
- Voltati Eugenio, regia di Luigi Comencini (1980)
- Fico d'India, regia di Steno (1980)
- Delitto sull'autostrada, regia di Bruno Corbucci (1982)
- Cicciabomba, regia di Umberto Lenzi (1982)
- Attila flagello di Dio, regia di Franco Castellano e Giuseppe Moccia (1982)
- Mi faccia causa, regia di Steno (1984)
- La ragazza dei lillà, regia di Flavio Mogherini (1986)
- Cartoline italiane, regia di Memè Perlini (1987)
- Com'è dura l'avventura, regia di Flavio Mogherini (1987)
- La posta in gioco, regia di Sergio Nasca (1988)

### Televisione
- L'età del ferro – serie TV, 5 episodi (1965)

## Riconoscimenti
- Nastro d'argento
  - 1964 – Candidatura alla migliore fotografia a colori per Il fornaretto di Venezia